# Harry Stradling junior
Harry Stradling junior (* 7. Januar 1925 in New York City, New York; † 17. Oktober 2017 in Woodland Hills, Kalifornien) war ein US-amerikanischer Kameramann.

## Leben
Harry Stradling junior war der Sohn des Kameramanns Harry Stradling Sr., bei dem er auch als Assistent sein Handwerk erlernte. Erst relativ spät konnte er als Chefkameramann arbeiten und fotografierte zunächst vorwiegend Durchschnitts-Western. Mit Filmen wie Little Big Man konnte sich Stradling etwas profilieren, ebenso wie mit einigen Komödien des Regisseurs Blake Edwards. Sein Schaffen umfasst mehr als 40 Produktionen.

## Filmografie (Auswahl)
- 1966: Mordbrenner von Arkansas (Welcome to Hard Times)
- 1968: Das Haus der blutigen Hände (The Mad Room)
- 1968: Der Mann in Mammis Bett (With Six You Get Eggroll)
- 1969: Die Letzten vom Red River (The Good Guys and the Bad Guys)
- 1969: Little Big Man
- 1969: Der gnadenlose Rächer (Young Billy Young)
- 1970: Zwei dreckige Halunken (There Was a Crooked Man)
- 1970: Der „schärfste“ aller Banditen (Dirty Dingus McGee)
- 1970: Latigo (Support Your Local Gunfighter)
- 1971: Die Gnadenlosen (Fool’s Parade)
- 1971: El Capitano (Something big)
- 1972: 1776 – Rebellion und Liebe (1776)
- 1972: Endstation Hölle (Skyjacked)
- 1972: Nachtmahr (Nightmare Honeymoon)
- 1973: McQ schlägt zu (McQ)
- 1973: Der Mann, der die Katzen tanzen ließ (The Man Who Loved Cat Dancing)
- 1973: So wie wir waren (The Way We Were)
- 1974: Klauen wir gleich die ganze Bank (The Bank Shot)
- 1975: 700 Meilen westwärts (Bite the Bullet)
- 1975: Die haarsträubende Reise in einem verrückten Bus (The Big Bus)
- 1975: Mit Dynamit und frommen Sprüchen (Rooster Cogburn)
- 1975: Mitchell
- 1976: Schlacht um Midway (Midway)
- 1976: Ich bin der Größte (The Greatest)
- 1976: Der lange Kalifornier (Special Delivery)
- 1977: Straße der Verdammnis (Damnation Alley)
- 1977: Die letzte Schlacht (Go Tell the Spartans)
- 1978: Convoy
- 1978: Die Colson Affäre (Born Again)
- 1979: Prophezeiung (Prophecy)
- 1980: Jahrmarkt (Carny)
- 1981: Buddy Buddy
- 1981: S.O.B. – Hollywoods letzter Heuler (S.O.B.)
- 1981: Die Jagd (The Pursuit of D. B. Cooper)
- 1984: Micki & Maude
- 1985: Ärger, nichts als Ärger (A Fine Mess)
- 1986: Blind Date – Verabredung mit einer Unbekannten (Blind Date)
- 1988: Caddyshack II